# Yoan Kalsakau
Yoan Tarimata Kalsakau, né le 6 décembre 1949 à Port-Vila, est un homme politique vanuatais.

## Biographie
Il est le fils du premier autochtone néo-hébridais diplômé de médecine, John Kalsakau, et le frère de Stephen Kalsakau. Candidat pour l'Union des communautés des Nouvelles-Hébrides aux premières élections législatives dans cette colonie franco-britannique en 1975, il est élu député de Port-Vila, la capitale, à l'Assemblée représentative des Nouvelles-Hébrides. Deux autres membres de sa famille sont également candidats à ces élections, mais sans succès : son père est candidat sans étiquette à Éfaté sud, et un « M. Kalsakau »est candidat pour le Parti national des Nouvelles-Hébrides à Port-Vila. 
En 1976, Yoan Kalsakau est cofondateur du Syndicat des Dockers des Nouvelles-Hébrides . C'est le début d'une longue association de la famille Kalsakau avec le mouvement syndical : En 1987 son cousin Ephraïm Kalsakau, président du Syndicat des travailleurs municipaux du Vanuatu, est l'initiateur du Parti travailliste du Vanuatu, parti du mouvement syndical et ouvrier, dont Joshua Kalsakau est le premier député en 2005.
Yoan Kalsakau ne se représente pas aux élections législatives de 1979 ; son cousin Kalpokor Kalsakau est élu député de Port-Vila, et son oncle George Kalsakau député d'Éfaté rurale. En 1983, après l'indépendance en 1980 des Nouvelles-Hébrides devenues la république de Vanuatu, il cofonde la boulangerie « La Parisienne » à Port-Vila.